# Konrad Tom
Konrad Tom (9 tháng 4 năm 1887- 9 tháng 8 năm 1957), tên khai sinh là Konrad Runowiecki, là một diễn viên, nhà văn, ca sĩ và đạo diễn người Ba Lan gốc Do Thái. Ông sinh ra ở Warsaw. Ông đã viết lời bài hát bằng tiếng Ba Lan và tiếng Yiddish cho sân khấu, phim và chương trình tạp kỹ, bao gồm cả szmonces. Vợ ông là nữ diễn viên Zula Pogorzelska. 
 "Những phim tiếng Yiddish không chỉ được so sánh với những phim tiếng Ba Lan mà còn được sản xuất bởi cùng một người. Những cuộc nói chuyện thành công nhất của người Yiddish được chỉ đạo bởi những nhân vật nổi tiếng trong ngành bao gồm Waszyński, Ford, Henryk Szaro, Jan Nowina-Przybylski, Leon Trystan và Konrad Tom."  

## Kịch bản phim
Nguồn:
- Antek Policmajster 1935 (với Emanuel Schlechter)
- Ada, to nie wypada 1936
- Bolek i Lolek và Dodek na froncie, 1936, đều có sự tham gia của Adolf Dymsza, nhạc Henryk Wars và Walter Dana
- Yidl Mitn Fidl (Judeł gra na skrzypcach), Yiddish, 1936, với sự tham gia của Molly Picon
- Książatko 1937
- Một người vợ ngoại giao (Dypeeatyczna żona) (1937)
- Cuộc phiêu lưu ở Warsaw (Abenteuer ở Warschau) (1937)
- Mamele, Yiddish, 1938, với sự tham gia của Molly Picon, giám đốc âm nhạc Ivo Wesby
- Włóczegi 1939
- Wielka droga 1946

## Lời bài hát
- Kocha, lubi, szanuje (với Emanuel Schlechter, do Mieczysław Fogg biểu diễn)
- Nic o tobie nie wiem (với Emanuel Schlechter, âm nhạc Henryk Wars)
- Zlociste wloski, Tyle milosci do Eugeniusz Bodo biểu diễn
- Madame Loulou nghe nhạc của Harry Waldau

## Phim
- 1932 - Sto metrów miłości
- 1933 - Jego ekscelencja subiekt
- 1933 - Romeo i Julcia
- Năm 1934 - Co mój mąż robi w nocy ?
- 1935 - ABC miłości
- 1935 - Antek Policmajster
- 1935 - Wacuś
- 1937 - Bộ trưởng Pani tańczy